# Oskar Fleming
Oskar Erik Ferdinand Fleming (af Liebelitz), född 12 mars 1818 på Bönders i Endre socken, död 14 september 1884 på Sund i Forshälla socken, var en svensk friherre och militär. Han var far till Herman Fleming.
Oskar Fleming var son till löjtnant Erik Otto Fleming och Maria Magdalena Tigerström. Han blev konstapel vid Gotlands nationalbevärings artilleri 1837, konstapel vid Svea artilleriregemente samma år, avlade styckjunkarexamen 1838 och blev sergeant samma år. Fleming avlade linjeofficersexamen 1839, blev underlöjtnant vid Västmanlands regemente 1840, var gymnastiklärare vid läroverken i Västerås 1842–1854, blev löjtnant 1847 och kapten 1858. Han befordrades till major 1865 och till överstelöjtnant 1870, var överstelöjtnant och sekundchef vid Livregementets grenadjärkår 1875–1879 samt överste och chef för Södermanlands regemente 1879–1881. Fleming erhöll 1881 avsked med tillstånd att kvarstå som överste i armén. Han blev riddare av Svärdsorden 1865 och riddare av Sankt Olavs orden 1878. Oskar Fleming är begravd på Östra kyrkogården i Västerås.